# Danviksbro
Danviksbro, auch als Danviksbron bezeichnet, ist eine Brückenanlage in der schwedischen Hauptstadt Stockholm.
Sie besteht aus zwei Klappbrücken, die den Danvikskanalen überbrücken und das Ostende des Stockholmer Stadtteils Södermalm mit dem Gebiet der Gemeinde Nacka verbinden. Die Strauss-Klappbrücke wurde im November 1921 für den Eisenbahnverkehr freigegeben und im Mai 1922 für den Straßenverkehr, die zusätzliche Straßenbrücke stammt aus dem Jahr 1956. Über beide Brücken verläuft der Straßenverkehr, über die Stahlbrücke von 1921 auch die Saltsjöbana.

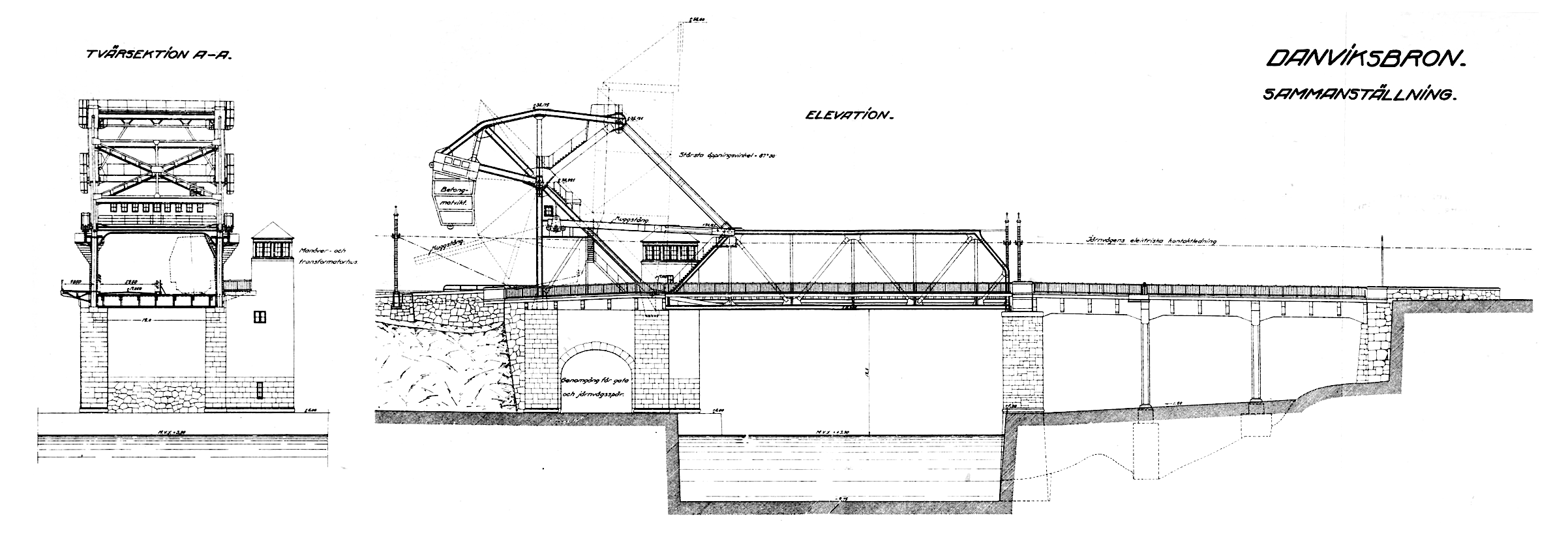
Plan der Brücke von 1922